# Sân bay Mykolaiv
Sân bay quốc tế "Mykolaiv" (tiếng Ukraina: Міжнародний аеропорт "Миколаїв", tiếng Nga: Международный аэропорт "Николаев") (IATA: NLV, ICAO: UKON) là một sân bay ở Mykolaiv, Ukraina. Đây là một trong những sân bay lớn nhất Ukraina, có thể phục vụ máy bay có tải trọng 220 tấn cất hạ cánh. Nhà ga có thể phục vụ 400 khánh nội địa và 100 khách quốc tế mỗi tiếng đồng hồ.  Lưu trữ ngày 10 tháng 3 năm 2007 tại Wayback Machine

## Các hãng hàng không và các tuyến điểm
- Tavrey Airlines (Kiev-Boryspil, Instanbul-Aturk)
- UTair (Moscow-Vnukovo)